# Deidre Holland
Deidre Holland (nascida de 1966 em Amersfoort na Holanda) é uma actriz pornográfica holandesa. A actriz é membro do AVN Hall of Fame.
Entre 1989 e 1994 foi casada com o colega de profissão Jon Dough. Holland fez também algumas aparições em alguns filmes não pornográficos.

## Prémios
- 1991 AVN Best Supporting Actress - Film for Veil[2]
- 1992 XRCO Best Girl-Girl Scene for Chameleons: Not The Sequel[3]
- 1993 AVN Best All-Girl Sex Scene - Film for Chameleons: Not The Sequel[2]